# Steinkisten von Könnern-Cörmigk
 Die Steinkisten von Könnern-Cörmigk im Osten des Salzlandkreises in Sachsen-Anhalt wurden 2017 auf einer etwa drei Hektar großen Fläche bei Cörmigk in einem kleinen Gräberfeld gefunden.

Lage von Cörmigk

Sechs Nord-Süd orientierte Gräber der endneolithischen Glockenbecherkultur lagen in zwei parallelen Reihen. Drei bestanden aus drei Grabgruben und drei aus Steinkisten aus sorgfältig gesetzten, flachen Steinplatten. Die Steinkisten waren mit 1,0 bis 1,3 m Länge und 0,6 bis 0,8 m Breite annähernd gleich groß. In zwei Fällen hatten sich menschliche Knochen erhalten. Ein Männerskelett in Hockerstellung lag in der für Glockenbechergräber typischen Lage auf der linken Seite, der Kopf im Norden mit dem Blick nach Osten. Parallel dazu lagen in einigem Abstand die drei Grabgruben. In allen sechs Gräbern fanden sich ein oder zwei Keramikgefäße.
Die Glockenbecherkultur erstreckte sich über fast ganz Europa und existierte von 2600 bis etwa 2200 v. Chr.